# Cernotina aestheticella
Cernotina aestheticella is een schietmot uit de familie Polycentropodidae. De soort komt voor in het Neotropisch gebied.